# 白肋蝴蝶魚
白肋蝴蝶魚，為輻鰭魚綱鱸形目蝴蝶魚科的其中一種。

## 分布
本魚分布於西印度洋區，包括葉門、阿曼、塞席爾群島、坦尚尼亞等海域。

## 深度
水深7至75公尺。

## 特徵
本魚呈圓形，吻短，頭部有一黑色條紋通過眼睛，鰓蓋邊緣呈黃色，體色在頭部及身體中下方為淡灰色，其餘身體部分為灰黑色或黑色。各鰭除胸鰭透明外，均為黃色，且具黑色邊。背鰭硬棘12枚、背鰭軟條21至23枚；臀鰭硬棘3枚、臀鰭軟條18至19枚。體長可達18公分。

## 生態
本魚棲息在較深的珊瑚繁盛的礁石，通常獨居或成對出現。較為罕見。

## 經濟利用
為觀賞性魚類，不供食用。